# Kees Looijesteijn
Cornelis Jacobus (Kees) Looijesteijn (Anna Paulowna, 3 mei 1953) is een Nederlandse ex-politicus van de PvdA, tegenwoordig werkzaam als fotograaf.
Looijesteijn was van 1993 tot 2002 wethouder samenleving van de gemeente Anna Paulowna. Hij had daarbij de portefeuilles: sociale Zaken, onderwijs, jeugdbeleid, ouderenbeleid, cultuur, automatisering en voorlichting.

## Wethoudersperiode
Enkele opmerkelijke bijdragen en gebeurtenissen uit zijn wethoudersperiode:
- 1995: samen met Hans Wiegel en Friso de Zeeuw spreker op het symposium 'De kracht van het platteland'
- 1993: bestuurlijk projectleider Privatisering Verzorgingstehuis
- 1993: samen met Loes de Zeeuw-Lases mede-bestuurlijk initiator van het nieuwe winkelcentrum
- 1996 Bestuurlijk initiator van het samenwerkingsverband Surplus. Inmiddels is Surplus verantwoordelijk voor het openbaar onderwijs in de gemeenten Wieringen, Wieringermeer, Harenkarspel, Niedorp, Anna Paulowna en Zijpe.
- 2001: bestuurlijk initiator en opsteller 'balans tussen duurzaamheid en economie', het plan van aanpak voor de toekomstvisie van Anna Paulowna
- 2002: benoemd tot Ridder in de Orde van Oranje-Nassau en ereburger van Anna Paulowna

Na zijn wethoudersperiode was hij:
- bestuurslid Regionaal Indicatie Orgaan Noord-Holland
- juryvoorzitter Anna Paulownaprijs voor literatuur

## Fotograaf
In 2008 werd hij als fotokunstenaar opgenomen in het bestand van beeldend kunstenaars Noord-Holland. In 2014 won hij de Publiekprijs Pf Vakblad Professionele Fotografie voor de serie Straatverkopers.
- International Standard Name Identifier: 0000 0004 5937 9166
- RKD-Nederlands Instituut voor Kunstgeschiedenis: 438754
- Virtual International Authority File: 32148268165205111793
- WorldCat: E39PBJbWv3YTQjGXjvrj9KTbVC